# Erik von Arnim
Erik Hans Karl von Arnim (* 1. August 1873 auf Burg Kriebstein; † 1945 auf Rügen in russischer Haft) war ein sächsischer Rittergutsbesitzer und Hofbeamter.

## Leben
Erik von Arnim war Sohn des Königlichen sächsischen Kammerherrn Hans Henning von Arnim und der Luise geb. Freiin von Berg. Nach dem Besuch des Vitzthum-Gymnasium Dresden und des Gymnasiums in Freiberg studierte er an der Albert-Ludwigs-Universität Freiburg, der Rheinischen Friedrich-Wilhelms-Universität Bonn und der Alma Mater Lipsiensis Rechtswissenschaften. 1896 wurde er Mitglied des Corps Borussia Bonn. Nach dem Referendarexamen wurde er Herr auf Kriebstein. Von Arnim war Königlicher sächsischer Kammerherr und Reserveoffizier im Garde-Reiter-Regiment zu Dresden. Er war verheiratet mit Anna Freiin von Berg (Ungarn). Sie hatten drei Söhne: Allard Hans Wolf (1901–1945), Hans Arno (* 1905) und Sigurd Also (1914–1942). Im September 1945 wurde der von Arnim’sche Besitz in Kriebstein enteignet. Im gleichen Jahr starb Erik von Arnim in russischer Haft.